# Ocoruro (distrito)

Localização do Distrito de Espinar

O distrito peruano de Ocoruro  é um dos oito distritos da Província de Espinar, situa-se no Departamento de Cusco, pertencente ao Departamento de Cusco, Peru.

## Transporte
O distrito de Ocoruro é servido pela seguinte rodovia:
- PE-34J, que liga o distrito de San Antonio de Chuca (Região de Arequipa à cidade de Pallpata (Região de Cusco)
- PE-34E, que liga o distrito de Yura (Região de Arequipa) à cidade de Yauri (Região de Cusco) [1][2][3]